# Liste des cardinaux créés par Benoît IX
Le pape Benoît IX (1032-1044; 1045; 1047-1048) a créé 39 cardinaux dans 7 consistoires.

## 1033
- Stefano (titre de S. Cecilia) + 1043.
- Pietro (titre de S. Crisogono)
- Giovanni (titre de S. Croce in Gersualemme)
- Giovanni (titre de S. Lorenzo in Damaso)
- Pietro (titre de S. Marco)
- Giovanni (titre de S. Marcello)
- Martino (titre de S. Sabina)
- Giovanni (titre de S. Susanna)
- Franco
- Giovanni
- Leone
- Giovanni Rampoaldo
- Reginerio

## 1035
- Benedetto (évêque de Silva Candida ou Santa Rufina)
- Orso Orsini

## 1036
- Leone (évêque de Velletri)
- Hermann, archevêque de Cologne

## 1037
- Gregorio, O.S.B., abbé de Ss. Cosma e Damiano ad Micam auream, Rome
- Pietro (titre de S. Sisto)
- Benedetto (titre de Ss. Silvestro e Martino)

## 1040
- Pietro (évêque de Silva Candida ou Santa Rufina)

## 1043
- Giovanni (évêque de Palestrina)

## 1044
- Benedetto (évêque d'Ostia)
- Amato (évêque de Velletri)
- Giovanni (évêque de Sabina)
- Giovanni (évêque de Labico)
- Giovanni (titre de S. Anastasia)
- Giovanni (titre de S. Cecilia)
- Pietro (titre de S. Crisogono)
- Giovanni (titre de S. Silvestro e Martino)
- Teodaldo
- Onesto
- Benedetto
- Crescenzio
- Ugo
- Leone
- Pietro Mancio
- Romano
- Romano